# Ferdinand Zylka
Ferdinand Zylka (Berlino, 11 aprile 1998) è un cestista tedesco.